# 1990 UT10
1990 UT10 är en asteroid i huvudbältet som upptäcktes den 22 oktober 1990 av de båda japanska astronomerna Seiji Ueda och Hiroshi Kaneda i Kushiro.
Asteroiden har en diameter på ungefär 11 kilometer.